# Of Monsters and Men
Of Monsters and Men er et indiefolk-/indiepopband fra Island. Bandet består af Nanna Bryndís Hilmarsdóttir (vokal / guitar), Ragnar Þórhallsson (vokal / guitar), Brynjar Leifsson (guitar), Arnar Rosenkranz Hilmarsson (trommer), Árni Guðjónsson (klaver og harmonika), Kristján Páll Kristjánsson (bas) og Ragnhildur Gunnarsdóttir (trompet).
De har udgivet albummet "My Head Is an Animal", 2011. Den indeholder blandt andet sangen Little Talks, som er blevet et hit i mange lande.